# Kræsten Iversen
Kræsten Iversen, född Pedersen 26 januari 1886 i Holsted, död 9 augusti 1955 i Köpenhamn, var en dansk målare och konstprofessor. Han var direktör för Kunstakademiet i Köpenhamn 1949–1952.

## Bakgrund
Kræsten Iversen var son till byggmästaren Niels Laurids Pedersen och Grethe Hansen. Han var autodidakt inom konsten på så vis att han aldrig erhöll undervisning från Kunstakademiet. Han gick i lära som målare i Kolding (1900–1904) och erhöll undervisning i teckning av Henrik Grønvold på Teknisk skole i Köpenhamn (1904–1905). Han försörjde sig samtidigt som målargesäll och hantverkare (1904–1909) och kom snabbt i kontakt med konstnärskretsar. Åren 1910–1918 ställde ut sina verk flera gånger på Kunstnernes Efterårsudstilling. Genombrottet kom 1919 då han ställde ut fyra verk, däribland målningen Odysseus og Nausikaa, på Charlottenborgs Forårsudstilling. Året därpå blev han inbjuden som gäst vid Den frie Udstilling och återkom 1921–1923 och blev slutligen medlem 1924. Under dessa år tilldelades han flera stipendier och kunde således företa resor. Han besökte Tyskland och Italien (1921), Frankrike och Nederländerna (1924) samt Italien och Grekland (1927). Under 1920- och 30-talen medverkade han vid flera utställningar runt om i Europa; i Göteborg (1923), Dresden (1926), Brooklyn (1927), Helsingfors (1928), Tyskland (1932), Amsterdam (1934), Warszawa (1936), Riga (1936), Ungern (1936), Bukarest (1936–1937) och Belgrad (1937). Han utsågs till professor i målarkonst vid Kunstakademiet 1930 och var dess direktör 1949–1952. Han var även styrelseledamot i Kunstforeningen (1926–1930, 1934–1937 & 1941–1944), Akademirådet och Danmarks Naturskyddsförening.

## Målningar
Iversens första verk var starkt präglad av naturalismen. Efter första världskriget gick han över till en moderat expressionism och var inspirerad Eugène Delacroix och Paul Cézanne. På uppdrag av Videnskabernes selskab genomförde han en takmålning 1925–1926 under namnet Prometheus raner ilden, som klassas som nybarockt. 1927–1931 utförde han en omfattande takmålning med motiv från fornnordisk mytologi i Christiansborgs riddarsal, som också den var starkt präglad av barocken. 1935–1936 utförde han även en takmålning i slottets tronsal, föreställande slaget vid Lyndanise. Han utförde även flera kyrkoutsmyckningar med bibliska motiv och omfattar Sankt Peders kirke i Holsted (altartavla, 1928), Zions kirke i Esbjerg (altartavla, 1930–1932), Riisskov kirke i Århus (3 glasmålningar 1937–1938), Blågårds kirke i Köpenhamn (2 glasmålningar 1938), Sankt Nicolaj kirke i Svendborg (8 glasmålningar 1938–1941), Sankt Nicolaj kirke i Holbæk (6 glasmålningar 1945–1949), Sankt Nicolaj kirke i Kolding (5 glasmålningar 1945–1950), Holsted kirke (3 glasmålningar 1950–1951), Stouby kirke (4 glasmålningar 1951–1952), Sankt Nicolaj kirke i Rønne (5 glasmålningar 1954–1955), Fårevejle kirke (glasmålningar 1955) och Tårbæk kirke (glasmålningar 1955).
Iversen utförde även flera porträtt och landskapsmålningar. Flera av de senare är avbildningar av naturen på Bornholm. Bland dessa verk finns Kone med sort Hat (1923), Selvportræt (1923), Udsigt over Havnen og Børsen (1929), Aftenlandskab, Svaneke (1930), Diset Sol over Ypnastedbugten (1932), Solpletter i Sydskoven, Svaneke (1939), Kystlandskab, Septembersol, Svaneke (1939), Livet i Naturen (1941–1943), Graner ved Havet (1943), Jyske Landskaber (1944–1945) och Paalandsstorm, Svaneke (1945). Iversen är representerad vid bland annat Göteborgs konstmuseum.

## Erkännanden
- J. R. Lunds fond (1921)
- Eckersbergmedaljen (1923)
- Zacharias Jacobsens legat (1924)
- Ny Carlsbergfondet (1927)

## Utmärkelser
- Eckersbergmedaljen,  1923
- Riddare av Dannebrogorden,  1932[4]
- Dannebrogsmännens hederstecken,  1941[4]
- Kommendör av Dannebrogorden,  1952[4]

[Redigera Wikidata]